# Ouled Moussa
Ouled Moussa è un comune dell'Algeria, situato nella provincia di Boumerdès.